# Eleccions legislatives daneses de 1924
Les eleccions legislatives daneses de 1924 se celebraren l'11 d'abril de 1924 (el 30 de maig a les illes Fèroe). Guanyaren els socialdemòcrates i es formaria un govern dirigit per Thorvald Stauning.
| Partit                       | Líder        | Vots    | %     | Escons | +/-   |       |
| ---------------------------- | ------------ | ------- | ----- | ------ | ----- | ----- |
| Socialdemokratiet            |              | 469,949 | 36,6% | 55     | +7    |       |
| Venstre                      |              | 362,682 | 28,3% | 44     | -7    |       |
| Det Konservative Folkeparti  |              | 242,955 | 18,9% | 28     | +1    |       |
| Det Radikale Venstre         |              | 166,476 | 13,0% | 20     | +2    |       |
| Schleswigsche Partei (S)     |              | 7,715   | 0,6%  | 1      | +0    |       |
| Danmarks Retsforbund (E)     |              | 12,643  | 1,0%  | 0      | +0    |       |
| Landmandspartiet             |              | 12,196  | 0,9%  | 0      | +0    |       |
| Danmarks Kommunistiske Parti |              | 6,219   | 0,5%  | 0      | +0    |       |
| Erhvervspartiet              |              | 2,102   | 0,2%  | 0      | -3    |       |
| Sambandsflokkurin            |              |         |       | 1      |       |       |
| Total                        | Total        |         |       | 149    |       |       |
| Participació                 | Participació | 78,6%   | 78,6% | 78,6%  | 78,6% | 78,6% |
| Font                         | Font         | [ 1 ]   | [ 1 ] | [ 1 ]  | [ 1 ] | [ 1 ] |